# Philippe Froguel
Philippe Froguel, né le 14 avril 1958, est un médecin et enseignant-chercheur français en endocrinologie, biologie moléculaire et génétique. Il est actuellement professeur à l'Université de Lille (elle même associée notamment au CHU de Lille à l'Institut Pasteur de Lille, au CNRS et à l'INSERM) et à l'Imperial College de Londres dans le domaine de la médecine de précision, du métabolisme et de la génomique. C'est un chercheur reconnu mondialement « pour ses découvertes de gènes responsables de certaines formes de diabète ou de l'obésité »,.

## Biographie
Philippe Froguel est « fils d'instituteurs devenus tailleurs » dans le quartier parisien du Sentier,. Il fait ses études de médecine au CHU de l'hôpital Saint-Antoine à Paris et passe sa thèse de médecine en 1984. Il obtient également une thèse de sciences en 1991 de l'université Paris 7. Il passe le concours de l'Internat de Paris en 1983 et devient chef de clinique en endocrinologie à l'hôpital Saint-Louis à Paris en 1989. Puis il est maître de conférences en génétique, praticien hospitalier en endocrinologie en 1993 à l'hôpital Saint-Louis et enfin au CHU de Lille (Université de Lille). Il est aussi professeur à l'université de Londres, tout d'abord à Queen Mary College, puis depuis 2003 à l'Imperial College de Londres, la plus grande faculté de médecine du Royaume-Uni.
Philippe Froguel consacre sa carrière à l'élucidation des bases génétiques du diabète et de l'obésité. Il est ainsi chargé en 1990 de créer au Centre d'étude du polymorphisme humain (CEPH), présidé par Jean Dausset, et dirigé à l'époque par Daniel Cohen, un laboratoire d'étude génétique des diabètes. Son équipe recrute des familles de personnes diabétiques par voie de presse,. Leurs prises de sang permettent de constituer « une des plus grandes banques d'ADN du monde ». Ainsi, il découvre, en 1992 « le premier gène de prédisposition au diabète ».
En 1994, Philippe Froguel s'oppose bruyamment à son patron, Daniel Cohen, qui voulait vendre cette base de données à Millennium Pharmaceuticals, une entreprise de génomique américaine dont il est fondateur et actionnaire,,,,. Il alerte le gouvernement qui arrête les transactions, mais il est « placardisé » au sein du CEPH.
La découverte en 1992-1995 des premiers gènes impliqués dans les formes monogéniques du diabète de type 2, ainsi que ses relations politiques, lui permettent de diriger le département de génétique humaine du nouvel Institut de biologie de Lille du CNRS situé au sein de l'Institut Pasteur de Lille. Il y emmène « sa collection d’ADN et de généalogies de familles de diabétiques » et crée, en 1995, une nouvelle unité de recherche centrée sur la « génétique des maladies multifactorielles » (Unité mixte de recherche CNRS/Université de Lille/Institut Pasteur de Lille 8199, qu'il dirige depuis cette date). En 1999, Philippe Froguel conduit, en partenariat avec Eli Lilly, selon lui : « un des plus gros contrats de recherche français dans les sciences de la vie »,,.
En 2000, devant le refus du gouvernement français de créer la chaire de biochimie de la nutrition qui avait été demandée par l'université Paris 6 pour lui, Philippe Froguel accepte une offre londonienne de créer un Centre Génomique, puis un département de médecine génomique dans la capitale britannique, en tant que professeur de l'université de Londres. Il est nommé, en 2003, directeur du Centre de génomique et de protéomique de l'hôpital Hammersmith (Imperial College). À la demande conjointe de la direction du CNRS, de l'Institut Pasteur de Lille et de l'université de Londres, Philippe Froguel anime depuis 2000 un Laboratoire européen franco-britannique, situé à la fois à Lille et à Londres. Il est, depuis 2002, directeur de recherche au CNRS.
En 2007, ses équipes participent à la découverte de la détermination de « 70 % du génome des diabétiques »,,. Et, en 2009, trois gènes liés au risque d'obésité sévère sont découverts,. Philippe Froguel est nommé, le 1er septembre 2009, professeur à l'Université de Lille et Praticien Hospitalier en endocrinologie[réf. souhaitée].
Philippe Froguel obtient en 2011 des financements Labex (EGID: European Genomic Institute for Diabetes)  et Equipex (LIGAN-Precision Medicine dédié au séquençage du génome humain, dans une perspective de médecine de précision) dans le cadre des investissements d'avenir,. Il reçoit également en 2011, un financement ERC "advanced grant". Par ailleurs, il a reçu plusieurs prix scientifiques dont le prestigieux prix Minkowski de l'European Association for the Study of Diabetes remis en 1997 à Helsinki. En 2017, il obtient le prix Roger Assan de la Société Francophone du Diabète.
En 2017, Philippe Froguel est élu membre correspondant à l'Académie nationale de Médecine.
Il rend publique sa candidature (finalement infructueuse) à la présidence de l’INSERM en 2018.

## Apports scientifiques
La carrière scientifique de Philippe Froguel s'est particulièrement focalisée sur la génétique et la génomique du diabète de type 2 et de l'obésité.
En 1992, il a découvert le premier gène du diabète (GCK codant la glucokinase) ; en 1998, il a identifié le gène le plus muté dans les formes sévères d'obésité en Europe (MC4R codant le récepteur 4 à la mélanocortine). En 2007, Philippe Froguel et son équipe ont publié les premiers gènes de susceptibilité au diabète de type 2 via une étude d'association pangénomique utilisant la technologie des puces à ADN, et ont identifié le premier gène impliqué dans les formes communes d'obésité (FTO). En 2010-2011, il a démontré que des variants du nombre de copies de gènes (CNV) situés sur le petit bras du chromosome 16 (chr16p11.2) peuvent causer une obésité sévère (en cas de délétion) ou une maigreur extrême (en cas de duplication). En 2012, il a montré que des variants génétiques rares (situés dans le gène MTNR1B codant le récepteur 2 de la mélatonine ayant un rôle clef dans les rythmes circadiens) augmentent fortement le risque de diabète de type 2. Via la plateforme LIGAM-PM, il a développé des protocoles de séquençage de nouvelle génération dédiés au diagnostic moléculaire des maladies rares[réf. nécessaire]
Philippe Froguel « est un des chercheurs français les plus prolifiques en matière de publications scientifiques » : à la date du 11 septembre 2020, il a publié plus de 700 articles scientifiques, avec un indice h de 169 et plus de 115 000 citations. Il publie des articles dans de grandes revues scientifiques (Nature, Nature Genetics, Science, PNAS, NEJM, The Lancet…) ainsi que dans d'autres qu'il considère lui-même comme étant des revues « prédatrices » (Frontiers...)[réf. nécessaire].

## Prises de position
Philippe Froguel prend la défense des anciens ministres incriminés dans l'affaire du sang contaminé en rédigeant, de lui-même, un rapport avec un argumentaire scientifique pour la commission parlementaire qui contribue « à blanchir l'ex-Premier ministre ».
En 2004-2007, Philippe Froguel a dirigé le programme national de recherche sur le diabète de l'Inserm au côté du Président de l'Inserm Christian Bréchot.
Au début des années 2010, il regrette que, comme dans d'autres secteurs d'activités, la recherche française ne puisse pas sélectionner les personnes les plus compétentes et mieux les récompenser financièrement,.
Décrit comme un « sympathisant de gauche », il a écrit une lettre ouverte en septembre 2016 à Martine Aubry pour s'inquiéter de la « détérioration rapide de la sécurité publique » à Lille - Wazemmes. Il s’inquiétait alors notamment de la « régression communautaire » qui contraint les femmes à devoir endurer « les manifestations méprisantes des islamistes […] et le harcèlement sexuel incessant des mâles »,.
Il est plus présent dans les médias grand public durant l’épidémie de Covid-19. Au printemps 2020, il contribue, avec d'autres laboratoires, à faire changer d'avis le ministre de la Santé, Olivier Véran, afin que son équipe ait le droit de procéder à des tests PCR,,. En septembre 2020, il est auditionné par la commission d'enquête sénatoriale sur la gestion des tests Covid-19. Le 23 février 2021, il souligne la faiblesse du nombre de séquençages du virus (0,15 % des tests positifs) en France. Il souhaite que son équipe puisse participer à l'augmentation du nombre de séquençages du SARS-CoV-2 (jusqu'à un échantillon représentatif suffisant de 5 %) car c'est la « seule manière de savoir s'il a muté »,,.